# Нуратау
Нурата́у, Нурати́нский хребе́т (узб. Nurota tog‘lari, Нурота тоғлари) — горный хребет в Узбекистане, один из западных отрогов Гиссаро-Алайской системы. С юга ограничивает пустыню Кызылкум. На востоке отделяется от хребта Мальгузар глубоким ущельем Тамерлановы Ворота.
Протяжённость хребта составляет 170 км. Высшая точка — гора Хаятбаши (2169,5 м). Хребет сложен преимущественно песчаниками, известняками и вулканическими породами. Гребень плоский; северный склон крутой, скалистый, южный — пологий, расчленён долинами мелких рек. На гребне — горные степи, на склонах — кустарниково-степной ландшафт. В долинах южного склона — оазисы с садами, огородами, участками поливных полей.